# بسکتبال در المپیک تابستانی ۱۹۰۴
بسکتبال در بازی‌های المپیک تابستانی ۱۹۰۴ نام رویداد ورزش بسکتبال در بازی‌های المپیک تابستانی بود که در سال ۱۹۰۴ برگزار شد. این مسابقات برای اولین بار برگزار شد.